# Antonio Barroso y Sánchez Guerra
Pour les articles homonymes, voir Barroso.
Antonio Barroso y Sánchez Guerra (Marín, province de Pontevedra, 1893 - Madrid, 1982) était un militaire et homme politique espagnol, appelé à remplir d’importantes fonctions sous la dictature franquiste.
Après une carrière dans des unités combattantes au Maroc espagnol, il compléta sa formation à l’École de guerre de Paris et devint attaché militaire à l’ambassade d’Espagne. Après le coup d’État militaire de juillet 1936, il rallia le camp nationaliste et allait, sous la dictature franquiste, exercer plusieurs hautes fonctions dans l’administration et l’enseignement militaires, avant de diriger, de 1957 à 1962, le ministère de l’Armée. Député aux Cortes, il tenta par son vote en 1976, après la mort de Franco, de s’opposer au processus de transition démocratique.

## Biographie

### Formation et carrière militaire
Fils de l’homme politique et ministre Antonio Barroso Castillo, Antonio Barroso fut inscrit en 1908 à l’Académie d'infanterie de Tolède (es), d’où il sortit diplômé en 1913, avec le rang de lieutenant. Promu capitaine en 1918, il reçut une affectation au Maroc et participa, à la tête d’une section de mitrailleurs, à la guerre du Rif, où ses mérites de guerre lui valurent avancements et récompenses. C’est à l’occasion de ce conflit qu’il noua connaissance avec de nombreux militaires de la mouvance africaniste. 
Il suivit les cours de l’École supérieure de guerre de Paris, puis, plusieurs années plus tard, en 1934, fut nommé attaché militaire de l’ambassade d'Espagne en France. C’est entre autres à Barroso, alors lieutenant-colonel, ainsi qu’au lieutenant de vaisseau Carrero Blanco, également élève à l’École de guerre, que Franco allait faire appel en 1933 (c’est-à-dire après sa mutation de La Corogne vers les Baléares) pour le documenter sur la défense côtière et qui surent lui proposer un ensemble de recommandations, du reste à la grande satisfaction de Franco, qui envoya au ministre de la Guerre Azaña un projet détaillé d’amélioration des défenses côtières, qui fut ensuite approuvé par le gouvernement.

### Guerre civile
À l’éclatement de la Guerre civile, Antonio Barroso, ayant pris fait et cause pour les insurgés contre la Seconde République, quitta son poste d’attaché d’ambassade pour aller s’enrôler dans les troupes nationalistes, mais non sans avoir d’abord contribué, aux côtés de l’ambassadeur Juan Francisco de Cárdenas, à contrarier les efforts du gouvernement républicain pour acquérir des armements en France. Pendant la Guerre civile, il remplit la fonction de chef du quartier-général de Franco et fut promu en 1937 au grade de colonel pour mérites de guerre.

### Dictature franquiste
Fait général en 1943, puis général de division en 1947 et lieutenant-général en 1955, il fut désigné chef en second de l’état-major central et exerça comme gouverneur militaire de Séville d’abord, et du Campo de Gibraltar ensuite, avant de prendre les fonctions de capitaine général de la 9e région militaire (avec siège à Grenade) et de directeur de l’École supérieure de l’armée. Il officia également comme chef de la Maison militaire du chef de l’État de 1956 à 1962,, en remplacement du cousin de Franco, dit Pacón, qui s’était peu avant vu signifier son départ à la retraite, sans un mot de remerciement. 
Le 25 février 1957, Antonio Barroso, réformiste relativement tolérant, fut placé par Franco, qui le connaissait de longue date, à la tête du ministère de l’Armée de terre dans son huitième gouvernement, en remplacement de Muñoz Grandes. À ce titre, il allait déployer dans les cinq années suivantes la réforme militaire la plus approfondie que le régime ait jamais connue, et eut aussi à gérer la guerre d’Ifni-Sahara. 
Antonio Barroso siégea à plusieurs reprises comme procurateur (=député) aux Cortes franquistes, par désignation directe du chef de l’État. Après la mort de Franco, il figura parmi les 59 procurateurs qui le 18 novembre 1976 votèrent contre la Loi pour la réforme politique destinée à amender la Loi sur les principes fondamentaux du Mouvement.

## Décorations
- Grand-croix du Mérite aéronautique, avec insigne distinctif blanc (1961)[9].
- Grand-croix de l’ordre d’Isabelle la Catholique (1962)[10].
- Grand-croix de l’ordre de Charles III (1962)[11].
- Grand-croix de l’ordre du Mérite militaire, avec insigne distinctif blanc (1962)[12].